# Йосіда Меґуму (синхронна плавчиня)
Йосіда Меґуму (1 січня 1990) — японська плавчиня.
Учасниця Олімпійських Ігор 2020 року.
Призерка Чемпіонату світу з водних видів спорту 2022 року.